# Hans Würzner
Hans Würzner (* 13. Juli 1927 in Tharandt; † 19. Juli 2009 in Leiderdorp) war ein deutscher Germanist.

## Leben
Er studierte Geschichte, Germanistik und Philosophie an der Universität Heidelberg. An der Universität Leiden wurde 1972 er Gewoon Lector in de Duitse Taal- en Letterkunde. 1991 wurde er in Leiden emeritiert.

## Schriften (Auswahl)
- Christoph Martin Wieland. Versuch einer politischen Deutung. 1957.
- mit Peter Groenewold und Harry Rours: Abenteuer: Literatur. Eine Geschichte der deutschen Literatur. Hannover 1994, ISBN 3-507-42238-7.